# Gilles de Lessines
Gilles de Lessines (ou Aegidius de Lessinia) est un astronome né dans le Hainaut vers 1230 et mort en 1304.
Élève d'Albert le Grand, bachelier en théologie de l'université de Paris, il est lié à Thomas d'Aquin et il prend sa défense après sa condamnation en 1277.

## Défense de Thomas d'Aquin
Il est un de ceux, écrit Émile Bréhier qui publient un traité de Unitate formae (1278), dans lequel il expose sous tous les aspects possibles le même argument : « Bien que les formes abstraites par l’entendement (par exemple la ligne dans la surface, la surface dans le corps) soient vraiment plusieurs et différentes en tant que formes, pourtant dans l’unique sujet dont elles sont des parties ayant chacune leur rôle, elles n’ont qu’un être unique qui provient de cette forme dont elles ont leur être physique et d’où découlent leurs fonctions, comme les actes seconds découlent de l’acte premier. »

## Spéculations astronomiques
Il s'occupa aussi de physique céleste. Dans la tradition d'Alhazen, il étudie les phénomènes optiques et astronomiques liés aux crépuscules du soir et du matin.  De juillet à octobre 1264, on vit dans le ciel une comète que l'opinion populaire mit en rapport avec le décès du Pape. Gilles, consulté, écrivit un petit ouvrage Sur l'essence, le mouvement et la signification des comètes. Il y discute les opinions des astronomes, grecs, latins et arabes. Puis adopte la théorie qu'adopte Aristote dans les Météorologiques, traité que venait de traduire du grec Guillaume de Moerbeke. Pour lui, les comètes ne sont pas un phénomène astronomique mais météorologique.